# Позиционер
Позиционер — устройство, предназначенное для управления работой актуатора (исполни́тельного устро́йства). При настройке спутниковой антенны он запоминает определённую позицию как номер, а уже потом при нажатии соответствующей цифры позиционер выгоняет шток актуатора на нужную длину, отсчитывая импульсы с датчика актуатора. Позиционер может быть встроенным в Ресивер цифрового телевидения или выполненным в виде отдельного блока. В случае внешнего устройства позиционер управляется либо со своего пульта, либо при использовании с аппаратурой того же производителя — через интерфейс от Ресивер цифрового телевидения.